# Gerhard Deyerling
Gerhard Deyerling (* 5. September 1936 in Haßloch; † 5. Januar 2020 ebenda) war ein deutscher Leichtathlet. In den 1950er- und 1960er-Jahren war er ein erfolgreicher Weitspringer.

## Leben
Deyerling war seit 1948 Mitglied des Sportvereins TSG Haßloch. Vier Jahre nach seinem Vereinseintritt entschied er sich für die Leichtathletik. Der Weitsprung wurde seine Spezialdisziplin. Da es in den Nachkriegsjahren noch an geeigneten Trainingsstätten mangelte, waren eine Sandgrube auf dem Haßlocher Jahnplatz und Waldwege seine ersten Übungsstätten. In den Folgejahren konnte er im Weitsprung beachtliche Erfolge erzielen.
Nach Beendigung seiner aktiven Sportlerkarriere 1964 war er zwölf Jahre Jugendtrainer bei der Leichtathletik-Abteilung der TSG Haßloch. In dieser Zeit konnte er eine erfolgreiche Schülermannschaft aufbauen, aus der seine Tochter Gabi Deyerling als Deutsche Meisterin im Hürdenlauf hervorging.
Deyerling war bei der BASF in Ludwigshafen am Rhein beschäftigt. Aufgrund seiner sportlichen Aktivitäten und Erfolge wechselte er in das Sportreferat der BASF, das seit 1970 den Mitarbeiterinnen und Mitarbeitern eigene Sportveranstaltungen und Turniere anbot. Dort war Deyerling als Sportlehrer bis zu seinem Ruhestand 1993 sowohl organisatorisch als auch sportlich aktiv tätig. In seinem Ruhestand arbeitete er als Gästebetreuer mit Schwerpunkt Sport für das Aktiv-Hotel der BASF in Breitnau und für das Haus Westerland auf der Nordseeinsel Sylt.
Deyerling wirkte bei den Vorbereitungen der von dem Haßlocher Siegfried Perrey organisierten Olympischen Sommerspiele 1972 in München mit. Er war Teil eines kleinen Helferkreises, der unter dem Technischen Leiter des Stadion-Innenraums Arno Scheurer zum Gelingen der Eröffnungs- und Schlussfeier der Sommerspiele beitrug.

## Sportliche Karriere
In der vom Leichtathletik-Verband Rheinland erstellten „Bestenliste aller Zeiten im Weitsprung der Männer des Landes Rheinland-Pfalz“ ist er mit 10 Einträgen vertreten. 1953 kam er auf eine Sprungweite von 6,66 m. Im Laufe der folgenden Jahre konnte er seine Sprungweiten kontinuierlich erhöhen. Mit einem Sprung von 7,06 m kam er 1957 erstmals über die 7-Meter-Marke.
In den Jahren zwischen 1959 und 1964 war er auf dem Höhepunkt seiner Sportlerkarriere. Er nahm nun auch überregional an Wettbewerben teil, so z. B. an den Deutschen Leichtathletik-Hallenmeisterschaften 1961, bei denen er die Silbermedaille im Weitsprung erhielt. Dreimal war er Teilnehmer bei den Deutschen Leichtathletik-Meisterschaften: Bei den Deutschen Leichtathletik-Meisterschaften 1959 im Stuttgarter Neckarstadion erhielt er mit einem Sprung von 7,49 m die Silbermedaille. Bei den Deutschen Leichtathletik-Meisterschaften 1960 im Olympiastadion Berlin erzielte er mit einem Sprung von 7,69 m die Bronzemedaille. Dies war zugleich seine Weitsprungbestweite. Im 100-Meter-Lauf lag seine Bestleistung bei 10,8 Sekunden. Bei den Deutschen Leichtathletik-Meisterschaften in Berlin im August 1964 erhielt er ein weiteres Mal die Bronzemedaille im Weitsprung.
In den Jahren 1960 und 1964 nahm er an den Olympia-Ausscheidungskämpfen für die Olympischen Sommerspiele 1960 in Rom und für die Olympischen Sommerspiele 1964 in Tokio teil. Infolge einer Sportverletzung musste er 1964 seine aktive Laufbahn beenden.